# الطريق (فلم 2023)
الطريق هو فيلم جريمة وإثارة هندي باللغة التاميلية كتبه وأخرجه «أرون فاسيغاران» في أول تجربة إخراجية له. يقوم ببطولته تريشا كريشنان في دور «ميرا»، التي تنطلق لاكتشاف السبب الحقيقي لمأساة ألمت بعائلتها. ويشارك في التمثيل أيضًا «شبير كالرقال»، «سانتوش براتاب»، «ميا جورج»، «فيفيك براسانا»، «فيلا رامامورثي» و«إم. إس. بهاسكار».
صدر الفيلم في 6 أكتوبر 2023 وحصل على مراجعات مختلطة من النقاد.

## القصة
تعيش «ميرا» بسعادة مع زوجها «أناند»، مصور الحياة البرية، وابنها «كافين». خلال فترة الحمل، تخطط مع زوجها لرحلة برية إلى كانياكوماري في عيد ميلاد كافين. بناءً على نصيحة الطبيب، تقرر «ميرا» عدم الذهاب وتطلب من «أناند» أن يستمر في الرحلة مع «كافين».
يموت «أناند» و«كافين» في الطريق عندما تصطدم سيارتهما بسيارة رجل الأعمال «جانجاداران» التي كانت متجهة إلى تشيناي. بعد الحادث، يصل أصدقاء «ميرا»، «أوما» وزوجها «براساد»، إلى المستشفى لإبلاغ «ميرا». تصل «ميرا» إلى المستشفى وتسقط مغشيًا عليها عند سماعها بوفاة زوجها وابنها. تحاول الانتحار بعد فقدان طفلها الذي لم يولد بعد، لكن تدخل «أوما» في الوقت المناسب ينقذها.
أثناء زيارة «ميرا» و«أوما» لموقع الحادث، يلتقيان بـ«كاتوروسا»، التي تأخذهما إلى منزلها. من خلال والد «كاتوروسا»، تكتشف «ميرا» و«أوما» عن الحوادث التي حدثت على هذا الطريق من قبل. تشهد «ميرا» حادثًا على الطريق وتبلغ عنه مفتش شرطة مساعد «إم». «مورثي» في مركز شرطة تيرومانجالام. لا يجد «مورثي» أي أثر للسيارة أو الشخص في الموقع، لكن رقيب شرطة «إم». «سوبراماني» يشك في أن شيئًا ما قد حدث.
تنطلق «ميرا» لاكتشاف سبب وقوع الحوادث في منطقة معينة على الطريق السريع الوطني 44. في مركز الشرطة، يخبرها «ابن جانجاداران»، «سوندار»، أن والده لم يكن مخمورًا أثناء القيادة. تلتقي «ميرا» و«سوبراماني» بالدكتور «مدانا جوبال»، الذي أعد تقرير تشريح الجثة بناءً على اقتراحه، يلجؤون إلى خبراء الطب الشرعي للبحث عن أي آثار للكحول في سيارة «جانجاداران». يكتشف فريق الطب الشرعي وجود مشاكل في إطار السيارة، لكن لا توجد دلائل على آثار كحول.
تعثر «ميرا» و«سوبراماني» على «بونودوراي»، الذي أجبر على إدخال الكحول إلى جسم «جانجاداران» مقابل المال. يكتشفان أنه تلقى المال من حساب بنكي لأحد القرويين ويعثران على «بهاسكاران»، الذي كان مسؤولاً عن تحويله. يكشف «بهاسكاران» عن وجود شبكة سرية وراء كل شيء. تخبر «أوما» «ميرا» عن البنوك السوداء وكيف يتلقى العديد من الأشخاص المحرومين المال عبر حسابات بنكية تحت سيطرة «بهاسكاران». تخبر «ميرا» «أوما» عن كيفية أستهداف الشبكة السرية التي يديرها "شخص مجهول" المسافرين على الطريق السريع الوطني لنهب الأموال والمجوهرات، وأنهم استهدفوا سيارة «جانجاداران» لسرقة شيء آخر غير المال.
تكتشف «ميرا» أن «كاتوروسا» قد أدخلت زوجها وابنها و«جانجاداران» إلى المستشفى. تكشف «كاتوروسا»، التي شهدت الحادث، عن تورط «براساد» في سرقة سيارة «جانجاداران». تتبع «ميرا» و«سوبراماني» موقع العصابة من خلال نظام الإحداثيات الجغرافية الذي تم استلامه على هاتف «بهاسكاران» المحمول. هناك، يحتجزهم أفراد العصابة كرهائن. يظهر «براساد» معهم ويخبر «ميرا» عن نواياه. يحاول «شيلا»، "صديق زعيم العصابة"، قتل «ميرا». لكن «أوما» تصل فجأة بمسدس وتساعد «ميرا» و«سوبراماني» على الهرب.
تكتشف «ميرا» منزلًا تحت سيطرة «براساد» بمساعدة «أوما» وتدرك أنه هو الذي يتحكم في الشبكة بأكملها من رقم خاص. يتصل «سوبراماني» بـ«ميرا» ويخبرها عن صديق «شيلا»، «ماياذهاجان»، الذي كان أستاذًا جامعيًا قبل عشر سنوات. من خلال حاسوب «براساد» المحمول، تكتشف «ميرا» أن «جانجاداران» كان في الواقع مستشارًا لتهريب الذهب، وكان يخطط لتهريب 500 كجم من الذهب من كيرلا إلى مومباي عبر الطريق السريع الوطني 44.
يضع «ماياذهاجان» خطة للهجوم على «أروماي شاندرا»، الشخص الوهمي للوزير، الذي يعتزم تهريب الذهب وفقًا لخطة «جانجاداران». حسب خطة «ماياذهاجان»، يقوم «شيلا» و«براساد» بخطف سيارة «أروماي شاندرا» في الطريق ويتركانه. أثناء الاتصال بـ«شيلا»، يدرك «ماياذهاجان» أن «أروماي شاندرا» ليس في السيارة ولا يوجد ذهب داخلها. يأمر «شيلا» بالنزول، لكن انفجارًا يقتل كلا من «شيلا» و«براساد». تتصل «ميرا» بـ«ماياذهاجان» وتتحداه للبحث عنها.
تكتشف «ميرا» عن «بادما»، المعروفة أيضًا باسم «بادما بريا»، الزوجة الثانية لـ«أروماي شاندرا»، وهي مُهَرِّبَة بنفسها. تشك في أن «بادما» وصلت إلى كيرلا بخطة مختلفة، حيث لم تكن متورطة في التهريب الجاري. تستهدف «ميرا» «بادما»، التي تسافر مع الذهب المهرب، وتخطفها إلى منزل براساد. يجد «ماياذهاجان» «ميرا» هناك ويصيبها. يسقط عندما يرى «بادما»، التي كانت بالفعل مسؤولة عن كل المشاكل التي واجهها في الماضي. تقتل «ميرا» «ماياذهاجان» عندما يحاول قتل «بادما».

## طاقم التمثيل
- تريشا في دور ميرا
- شبير كالرقال في دور ماياذهاجان "مايا"
- سانتوش براتاب في دور أناند
- ميا جورج في دور أوما ديفي ك.
- لاكشمي بريا في دور بادما بريا "بريا"
- فيفيك براسانا في دور براساد
- فيلا رامامورثي في دور شيناسوامي، والد ماياذهاجان
- إم. إس. بهاسكار في دور رقيب شرطة إم. سوبراماني
- غانيش جوبي ناث في دور شيلا
- سيمالار أنام في دور مانغا، رئيسة عصابة كوتاي-مانغا للطريق السريع
- ساتفيك في دور كافين
- نيغا شاهين في دور كاتوروسا
- فينود ساجار في دور بهاسكاران
- جي. ناناسامباندام في دور مدير الكلية
- أجيت كوشي في دور جانجاداران
- جاناكي سورش في دور طبيبة النساء والتوليد
- كاروبو نامبيار في دور م. مورثي
- سوبرجود سوبراماني في دور والد كاتوروسا
- راهول تاتا في دور كاتارومبو
- بينيتو فرانكلين في دور سوندار
- كومار ناتاراجان في دور الدكتور مدانا جوبال
- فيجاي بيتر في دور أروماي شاندرا

## الإنتاج
يعد الفيلم أول تجربة إخراجية لأرون فاسيغاران. تم الكشف عن عنوان الفيلم في 25 أبريل 2022. بدأ التصوير في مايو 2022. كان الفيلم يقترب من الانتهاء في يوليو 2022. أكد المخرج أن تريشا ستلعب دور البطولة في الفيلم.

## الموسيقى
ألّف موسيقى الفيلم سام سي. إس.

| 1.            | "دومالانجي"     | سام سي. إس.   |       | تشينمايي، سميرة بارادواج     | 4:00  |       |       |       |       |       |       |       |
| 2.            | "نغاراثا نوديو" | كارثيك نيذا   |       | كابيل كابيلان                | 4:09  |       |       |       |       |       |       |       |
| 3.            | "أوه فيدي"      | كارثيك نيذا   |       | سيد سريرام                   | 4:45  |       |       |       |       |       |       |       |
| 4.            | "فيرا"          | كارثيك نيذا   |       | أرونراجا كماراج، سام سي. إس. | 3:57  |       |       |       |       |       |       |       |
| المدة الكلية: | المدة الكلية:   | المدة الكلية: | 17:08 | 17:08                        | 17:08 | 17:08 | 17:08 | 17:08 | 17:08 | 17:08 | 17:08 | 17:08 |

### الوسائط المنزلية
اشترت آها حقوق البث الرقمي بعد العرض السينمائي وبدأت في بثه في 10 نوفمبر 2023.

## الاستقبال
تلقى الفيلم مراجعات متباينة من النقاد.
أعطى «إم. سوغانث» من تايمز أوف إينديا تقييم 2.5 من 5 نجوم وكتب، "جزء التحقيق يعمل بشكل كبير، ويتمكن المخرج من الحفاظ على الغموض حتى الكشف، لكن الفيلم يصبح عاديًا للغاية بمجرد أن نعرف هوية العقل المدبر وراء الجرائم المرعبة." أعطت «ك. جاناني» من إنديا توداي تقييم 2 من 5 نجوم وكتبت، الطريق كان يمكن أن يكون إثارة قوية مع بعض المفاجآت في السيناريو. للأسف، هناك عدد قليل فقط من الجوانب المخلصة في الفيلم."
أعطت أنوشا سوندار من سينما إكسبرس تقييم 1.5 من 5 نجوم وكتبت، "The Road ليست مجرد مزيج متوسط ضعيف لعدة عناصر معًا ولكن لديها بوصلة أخلاقية مشكلة في قضايا الضغط في زماننا." كتب بوفانيش تشاندر من الصحيفة الهندوسية، بالنسبة لـ«تريشا»، التي تظهر مرة أخرى أنها تستحق سيناريو يليق بنجميتها وقلبها، الطريق لا يقدم شيئًا جديدًا ويستمر سوء أداء أفلامها الفردية." كتبت سواتي بي. أجيث من أونمانوراما، "الفيلم يستحق الاعتراف بمحاولته لإدخال مفهوم جديد، وتشابك قصتين متوازيتين ودمجهما في قصة مترابطة."

## الروابط الخارجية
- (فلم 2023)/ الطريق (فلم 2023) في روتن توميتوز.